# Les Orres
Les Orres est une commune française située dans le département des Hautes-Alpes en région Provence-Alpes-Côte d'Azur.
Elle est connue pour le ski : 36 pistes de ski alpin, 100 kilomètres de pistes. La station est principalement séparée en trois parties : « Les Orres 1550 » (Pramouton), « Les Orres 1650 » (Centre Station) et « Les Orres 1800 » (Bois Méan).

## Géographie
Les Orres est une commune du département des Hautes-Alpes, en Provence-Alpes-Côte d'Azur, située à 38 km de Gap. La commune occupe la haute vallée du torrent de Vachères (affluent de la Durance au niveau d'Embrun), et de son affluent principal, l'Eyssalette. La commune est limitée à l'est et au sud par la ligne de crête principale séparant les vallées de la Durance et de l'Ubaye (2 884 mètres à la Grande Epervière, 2 916 mètres à l'Aupillon) ; au nord par le Méale (2 518 mètres au Pic Haut), qui la sépare de la vallée de Crévoux) ; à l'ouest, par l'arête de la Mazelière (2 898 mètres au Pouzenc), qui la sépare des communes de Crots et de Baratier.

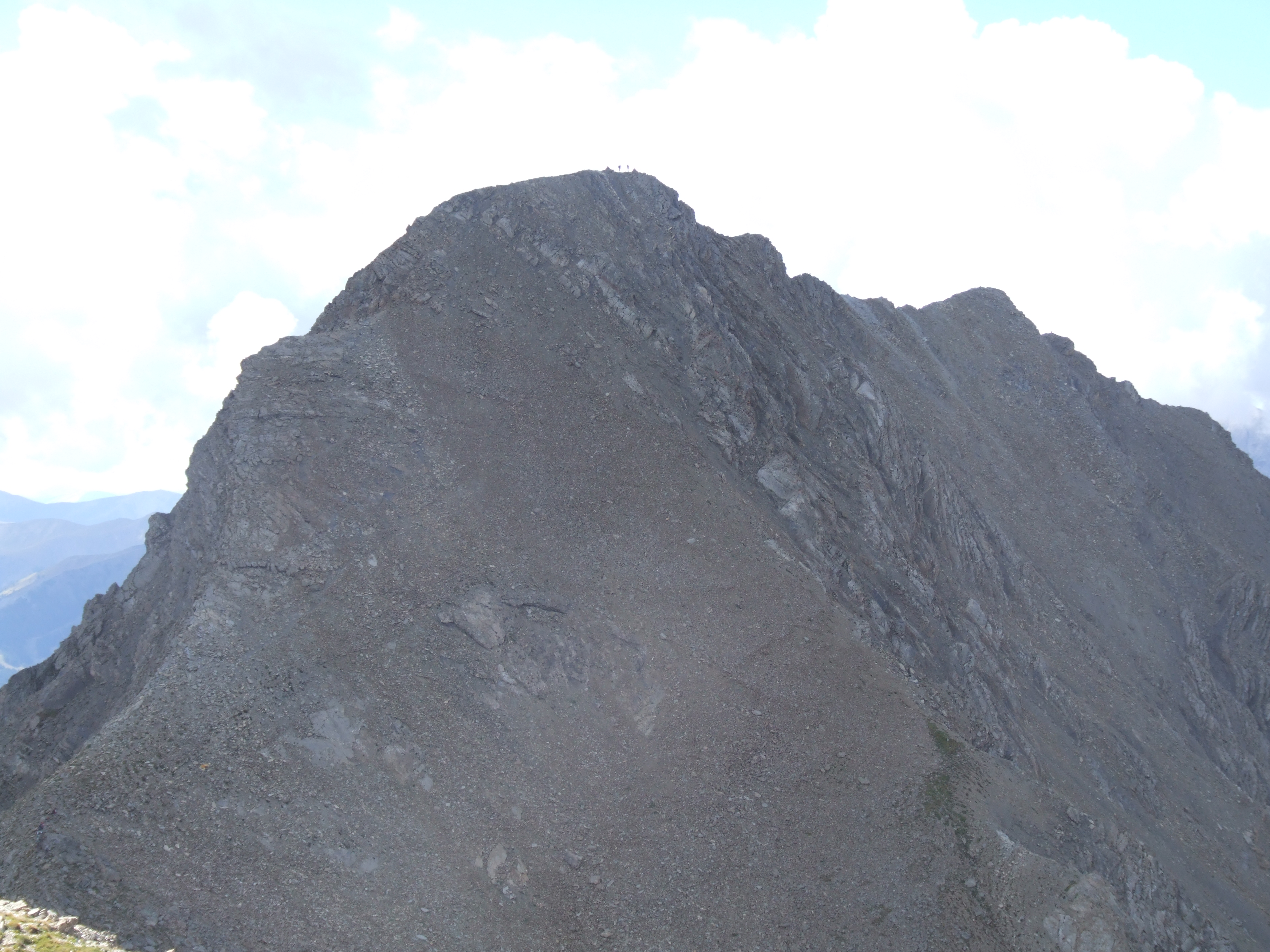
L'Aupillon, point culminant des Orres à 2916 m d'altitude.

La vallée de Vachères, orientée est-ouest, sépare très nettement un ubac et un adret. Au sud, les ubacs sont pour l'essentiel couverts de forêts, jusqu'à une altitude de 2 100 mètres. Au nord, les adrets, autrefois très cultivés, en sont dépourvus, sauf au-dessus de 1 750 mètres et sur tout le versant non rocheux du Méale, dans la forêt domaniale.
Les Orres, ce sont huit hameaux ou villages : sur le versant Adret du Méale (2 450 m) face à la station, on trouve : le hameau des Sagnettes (1 250 m), le village du chef-lieu (1 450-1 520 m), les hameaux de Darenne et des Ribes (1 440 m), les hameaux du Forest (1 540 m) et du Haut-Forest (1 590 m) et le hameau du Château (1 600 m). Sur le versant ubac, le village du Mélézet (1 450 m). La commune se situe dans l'arrondissement de Gap et dans le canton d'Embrun.
Les communes à proximité des Orres sont : Baratier, Crévoux, Saint-André-d'Embrun, Puy-Sanières, Châteauroux-les-Alpes, Puy-Saint-Eusèbe, et Savines-le-Lac. Les villes proches des Orres sont : Embrun à 14 km, Gap à 47 km, Briançon à 60 km, Digne-les-Bains à 101 km, Grenoble à 170 km, Marseille à 219 km, Marseille à 222 km Lyon à 254 km.
La station se situe 4 km plus loin, à 1 650 m d'altitude.

### Climat
Pour des articles plus généraux, voir Climat de Provence-Alpes-Côte d'Azur et Climat des Hautes-Alpes.
En 2010, le climat de la commune est de type climat des marges montargnardes, selon une étude du Centre national de la recherche scientifique s'appuyant sur une série de données couvrant la période 1971-2000. En 2020, Météo-France publie une typologie des climats de la France métropolitaine dans laquelle la commune est exposée à un climat de montagne ou de marges de montagne et est dans la région climatique Alpes du sud, caractérisée par une pluviométrie annuelle de 850 à 1 000 mm, minimale en été.
Pour la période 1971-2000, la température annuelle moyenne est de 7,1 °C, avec une amplitude thermique annuelle de 17 °C. Le cumul annuel moyen de précipitations est de 864 mm, avec 7,1 jours de précipitations en janvier et 6,6 jours en juillet. Pour la période 1991-2020, la température moyenne annuelle observée sur la station météorologique installée sur la commune est de 7,7 °C et le cumul annuel moyen de précipitations est de 879,9 mm. 
La température maximale relevée sur cette station est de 34,2 °C, atteinte le 5 juillet 1936 ; la température minimale est de −23 °C, atteinte le 3 janvier 1979,,.
| Mois                                  | jan.           | fév.            | mars             | avril          | mai            | juin            | jui.            | août          | sep.          | oct.             | nov.             | déc.             | année     |
| ------------------------------------- | -------------- | --------------- | ---------------- | -------------- | -------------- | --------------- | --------------- | ------------- | ------------- | ---------------- | ---------------- | ---------------- | --------- |
| Température minimale moyenne (°C)     | −4,7           | −4,9            | −1,9             | 0,8            | 4,6            | 8,2             | 10,3            | 10,3          | 6,7           | 3,7              | −0,4             | −3,5             | 2,4       |
| Température moyenne (°C)              | −0,1           | 0,2             | 3,4              | 6,3            | 10,3           | 14,2            | 16,7            | 16,6          | 12,4          | 8,6              | 3,7              | 0,7              | 7,7       |
| Température maximale moyenne (°C)     | 4,6            | 5,3             | 8,8              | 11,9           | 16             | 20,2            | 23,2            | 22,9          | 18            | 13,5             | 7,9              | 4,9              | 13,1      |
| Record de froid (°C) date du record   | −23 03.01.1979 | −22 11.02.1986  | −20,9 06.03.1971 | −11 25.04.1950 | −11 03.05.1945 | −3,2 05.06.1936 | −2 05.07.1948   | −2 12.08.1948 | −7 30.09.1936 | −14,6 28.10.1939 | −13,5 16.11.1943 | −20,5 22.12.1938 | −23 1979  |
| Record de chaleur (°C) date du record | 17 28.01.08    | 18,4 12.02.1939 | 19,2 18.03.1993  | 25 08.04.11    | 27 27.05.17    | 32,8 22.06.1936 | 34,2 05.07.1936 | 33 23.08.1944 | 29,5 05.09.06 | 27 11.10.1938    | 21 10.11.15      | 16,5 22.12.1987  | 34,2 1936 |
| Précipitations (mm)                   | 58,2           | 46,7            | 56,3             | 75,1           | 84,2           | 84,3            | 57,6            | 60,7          | 83,2          | 98,2             | 100,1            | 75,3             | 879,9     |

| Diagramme climatique                                  |             |             |             |           |             |              |              |           |             |              |             |
| J                                                     | F           | M           | A           | M         | J           | J            | A            | S         | O           | N            | D           |
| 4,6−4,758,2                                           | 5,3−4,946,7 | 8,8−1,956,3 | 11,90,875,1 | 164,684,2 | 20,28,284,3 | 23,210,357,6 | 22,910,360,7 | 186,783,2 | 13,53,798,2 | 7,9−0,4100,1 | 4,9−3,575,3 |
| Moyennes : • Temp. maxi et mini °C • Précipitation mm |             |             |             |           |             |              |              |           |             |              |             |

Les paramètres climatiques de la commune ont été estimés pour le milieu du siècle (2041-2070) selon différents scénarios d'émission de gaz à effet de serre à partir des nouvelles projections climatiques de référence DRIAS-2020. Ils sont consultables sur un site dédié publié par Météo-France en novembre 2022.

## Urbanisme

### Typologie
Au 1er janvier 2024, Les Orres est catégorisée commune rurale à habitat dispersé, selon la nouvelle grille communale de densité à 7 niveaux définie par l'Insee en 2022.
Elle est située hors unité urbaine et hors attraction des villes,.

### Occupation des sols
L'occupation des sols de la commune, telle qu'elle ressort de la base de données européenne d’occupation biophysique des sols Corine Land Cover (CLC), est marquée par l'importance des forêts et milieux semi-naturels (93,4 % en 2018), une proportion sensiblement équivalente à celle de 1990 (93,9 %). La répartition détaillée en 2018 est la suivante :
espaces ouverts, sans ou avec peu de végétation (43,4 %), forêts (27,4 %), milieux à végétation arbustive et/ou herbacée (22,5 %), prairies (3,9 %), zones agricoles hétérogènes (1,5 %), zones urbanisées (1,2 %).
L'évolution de l’occupation des sols de la commune et de ses infrastructures peut être observée sur les différentes représentations cartographiques du territoire : la carte de Cassini (XVIIIe siècle), la carte d'état-major (1820-1866) et les cartes ou photos aériennes de l'IGN pour la période actuelle (1950 à aujourd'hui).

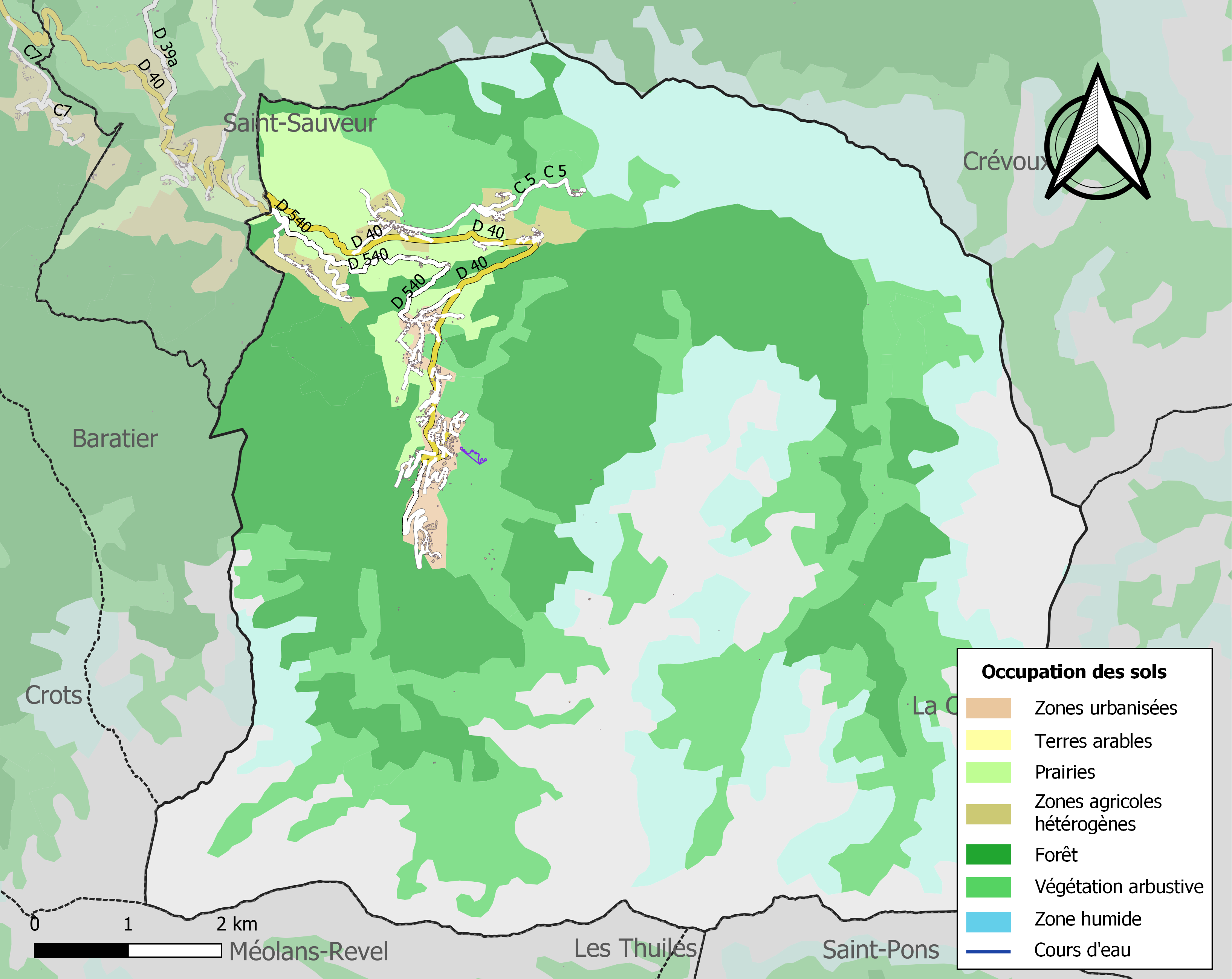
Carte de l'occupation des sols de la commune en 2018 (CLC).

## Toponymie
Le nom de la localité est attesté sous les formes de Orreis en 1105, Oree Locus en 1127, Horrei en 1238, les Heuerys en 1564.
Ce nom vient du latin horreum qui désigne un grenier à blé. En effet, la vallée des Orres représentait auparavant des réserves de blé considérables pour la ville d'Embrun.
Jean Ferdinand Petrucci lui affirme seulement un lien sémantique avec « Hort » : « Jardin » (dans un sens large). Exemple origine du nom des « Hortensias » et encore du « vallon-des-Houerts » proche à Saint-Paul-sur-Ubaye. Étymologiquement lié au latin hortus hort, ortus qui ont donné des dérivés dans toutes les langues et idiomes latins.
Les Orres se dit les Ueris en vivaro-alpin, Los Uèris en occitan.

## Histoire
La première mention des Orres est faite dans le testament d'Abbon (5 mai 739) ; la vallée faisait partie des domaines légués à l'abbaye de la Novalaise. Le testament signale qu'Abbon, patrice resté fidèle au roi mérovingien Thierry IV et au maire du palais Charles Martel, avait conquis ces terres des nobles Riculfe et Rotbald, alliés des Sarrasins.
Le 28 avril 1127, le comte de Forcalquier, Guillaume Ier de Forcalquier, au pouvoir encore incertain, donne la moitié de ses terres des Orres aux chanoines de la cathédrale d'Embrun. L'autre moitié avait été donnée en fief (sans doute aux consuls et à la ville d'Embrun) par un de ses prédécesseurs. À la demande de l'archevêque, sans doute à cause d'incertitudes politiques persistantes, la donation à l'église d'Embrun est confirmée par le pape Eugène III lui-même le 27 avril 1150. Les Orres a été la résidence de campagne des évêques d'Embrun et de Gap.
Dès le XIIe siècle, les communautés villageoises et leurs activités économiques apparaissent dans les textes. Dès avant 1178, la communauté d'Embrun faisait paître ses troupeaux dans la vallée des Orres. En 1193, le premier texte apparaît, selon lequel la forêt de Baratier est indivise entre les trois communautés d'Embrun, de Saint-André et de Saint-Sauveur (qui formeront plus tard la « terre commune » ou l'« université ») et celles de Baratier et des Orres. En 1263, c'est le Dauphin qui confirme les droits d'usage des mêmes trois communautés sur la forêt de la Mazelière[réf. nécessaire] ; les conflits seront nombreux avec la communauté des Orres, comme en 1716. Plus disputée encore est la montagne de Vachères ; possédée par les chanoines d'Embrun et par le Dauphin, elle est « albergée » en 1293 à la communauté des Orres. En 1848 et 1852, il y a encore des conflits et des procès sur la nature des droits d'usage en cette montagne, entre la communauté des Orres et les trois communautés d'Embrun, de Saint-André et de Saint-Sauveur. S'ajoutent à ces différentes communautés les transhumants provençaux, présents dans la vallée depuis le XIIIe siècle[réf. nécessaire].
Jusqu'au traité d'Utrecht (1713), Les Orres se situent à une frontière, la vallée de Barcelonnette dépendant selon les cas des comtes de Provence ou des ducs de Savoie. Le col des Orres est une voie de passage possible entre Embrun et Barcelonnette. Les armées y passent souvent. En 1388, le duc de Savoie Amédée VII a pris Barcelonnette ; les Embrunais s'alarment, ils construisent un fort au chef-lieu des Orres. En 1552, avec les guerres d'Italie, il y a des escarmouches, les deux châteaux des Orres sont renforcés. Pendant les guerres de Religion, la misère est grande. François de Bonne de Lesdiguières, chef protestant fidèle au roi de Navarre, organise la défense du Dauphiné. En octobre 1595, le duc de Savoie vient d'investir Barcelonnette. Lesdiguières monte péniblement les canons sur le col des Orres et ouvre le feu, entraînant la reddition de la ville. En 1692, lors de la guerre de la Ligue d'Augsbourg, le duc de Savoie Victor-Amédée II envahit le Dauphiné. Guillestre et Embrun tombent, de nombreux villages et châteaux sont brûlés, Les Orres sont pillées. Mais la Savoie est finalement battue.
Mais plus que les événements politiques, c'est l'augmentation de la pression démographique qui devient la grande affaire de la vallée, et ce jusqu'à la fin du XIXe siècle. Une conséquence pratique est la création de la paroisse du Mélezet en 1848. Mais la très forte pression sur les terres exploitables explique aussi la poursuite des conflits sur les pâturages pendant toute la période. On estime au début du XXe siècle que 8 000 moutons et caprins estivent dans la commune. Une grave conséquence est le déboisement. Dès 1728, « la forêt de la Mazelière, autrefois plantée de mélèzes, est aujourd'hui réduite en broussailles par les usages et les essarts ». En 1821, l'État veut prendre la main, en déclarant domaniales les forêts et montagnes de treize communes ; mais celles-ci réussissent à prouver qu'elles en étaient propriétaires avant même la prise de pouvoir par les Dauphins (voir l'année 1193), dont les rois de France ont hérité. Autre méthode : le 28 mars 1863, l'État prend un décret de reboisement de dix communes, dont Les Orres. Malgré cette pression démographique, Les Orres est une commune pionnière, ses pâturages sont très réputés. Le XIXe siècle, dès 1806, voit la construction de nombreux canaux d'arrosage. Et les communes voisines se mettent ensemble pour construire dès 1807 un pont sur le torrent de Vachères (pont de Baratier ?).
Le 23 janvier 1998, une avalanche fait onze morts, dont neuf collégiens en classe de neige,.

### Les Hospitaliers
D'autres acteurs importants apparaissent durant les XIIe et XIIIe siècles. Parmi eux, la commanderie d'Embrun (puis de Gap) des Hospitaliers de l'ordre de Saint-Jean de Jérusalem possédait des biens aux Orres (un domaine au Mélézet et une forêt), avant 1247. Un ruisseau, la Fontaine de Jérusalem, rappelle encore sa présence. Les seigneurs de Baratier sont attestés à partir de 1285, puis d'autres seigneurs dès 1336. Ces pouvoirs sont imbriqués dans la seigneurie des Orres. Sans doute dès le XIVe siècle, celle-ci est divisée en 24 parts ; 8 parts reviennent au Dauphin, 13 au chapitre d'Embrun, 2,5 parts à l'ordre de Saint-Jean de Jérusalem. La dernière demi-part est partagée entre la ville d'Embrun, les seigneurs de Baratier et un seigneur particulier. Ce partage de la seigneurie évolue quelque peu durant l'Ancien Régime. En 1566, le chapitre d'Embrun vend ses 13 parts à Melchior de Girard ; mais la vente est résiliée et la communauté des Orres s'en rend acquéreur en 1569. Jusqu'à la Révolution, le partage se fait donc entre le Roi (héritier des droits du Dauphin, 8 parts), la communauté des Orres (13 parts), l'ordre de Saint-Jean de Jérusalem (2,5 parts), la dernière demi-part restant partagée entre ses trois détenteurs initiaux.

## La station

### Événements clés de la station des Orres
Voir référence
- 1964 : Étude du Plan neige pour la station des Orres.
- 1970 : Création de la station, avec deux télésièges et un téléski[N 1].
- 1972 : Création de deux courts de tennis.
- 9 juillet 1973 : Arrivée de la 8e étape du Tour de France à la station qui avait pris le départ à Méribel. Le vainqueur de cette étape fut l'Espagnol Luis Ocaña.
- 1975 : Aménagement et inauguration de la piscine de la station.
- 1977 : Homologation internationale de la piste La Portette pour les compétitions de slalom et descente féminines.
- 1979 : Homologation internationale de la piste de descente La Pousterle (900 m de dénivelé)[Note 2].
- 1981 : Aménagement de la zone du bas de la station (dénommée Champ Lacas), mise en route du premier système d'enneigement artificiel de la station.
- 1986 : Accident du téléphérique "Telesorres", 36 blessés[44].
- 17 juillet 1989 : Accueil du Tour de France cycliste féminin.
- 1991 : Mise en place du système SKIDATA sur l'ensemble de la station.
- 1999 : Ouverture du musée rural au chef-lieu.
- 2004 : Inauguration du Bike Park des Orres, le tout premier de France[Note 3].
- 2006 : Début des travaux de la partie haute de la station Les Orres 1800[N 2].
- 2007 : Inauguration de la nouvelle galerie marchande, nouvelle webcam au point culminant de la station et mise en place de 115 bornes Wi-Fi gratuit et illimité sur la totalité de la station.
- 2008 : Inauguration de l'Espace Rencontre et Culture, de la patinoire panoramique et de la toute nouvelle partie haute de la station : Les Orres 1800.
- 2009 : Inauguration de la luge d'été.
- 2018 : Démontage d'un télésiège à pinces fixes deux places Bois Long ainsi que d'un téléski Pic Vert et création d'un nouveau télésiège débrayable six places dénommé Pic Vert, ce dernier ayant pris le nom de l'ancien téléski dont le départ se trouvait au même endroit que le nouveau télésiège[45].
- 2019 : Création d'une zone d'hébergement insolite : Alpin Cocoon[46].

1. ↑  La station de sports d'hiver des Orres a été réalisée à partir de 1970 à une altitude de 1 650 m. Elle a emprunté son nom au village ancien situé sur le versant opposé. Les façades des résidences de la station sont entièrement en bois ce qui apporte un certain charme au lieu. Juste devant la barre d'immeubles principale, sur la place Émile Hodoul, on trouve une grande terrasse avec des bars et des restaurants et surtout la Bulle qui est un grand bâtiment en forme de ballon de football où est installée l'École du ski français ainsi qu'un restaurant. Il y a deux restaurants d'altitude, et un troisième en construction : un au début et un autre à la fin du télésiège débrayable nommé Pousterle. On trouve plusieurs hôtels au sein même de la station.
2. ↑  Sur la période 2006-2009 a été créée la partie haute de la station : Les Orres 1800. Cette opération visait à créer de nouveaux logements hors du centre station pour accueillir de nouveaux arrivants. Une garderie et un jardin d'enfants en 2008 puis une station météo et un centre de recherche en climatologie en 2009 ont notamment été construits pour répondre aux besoins des nouveaux habitants. La station offre au total 15 000 lits touristiques.

### En hiver

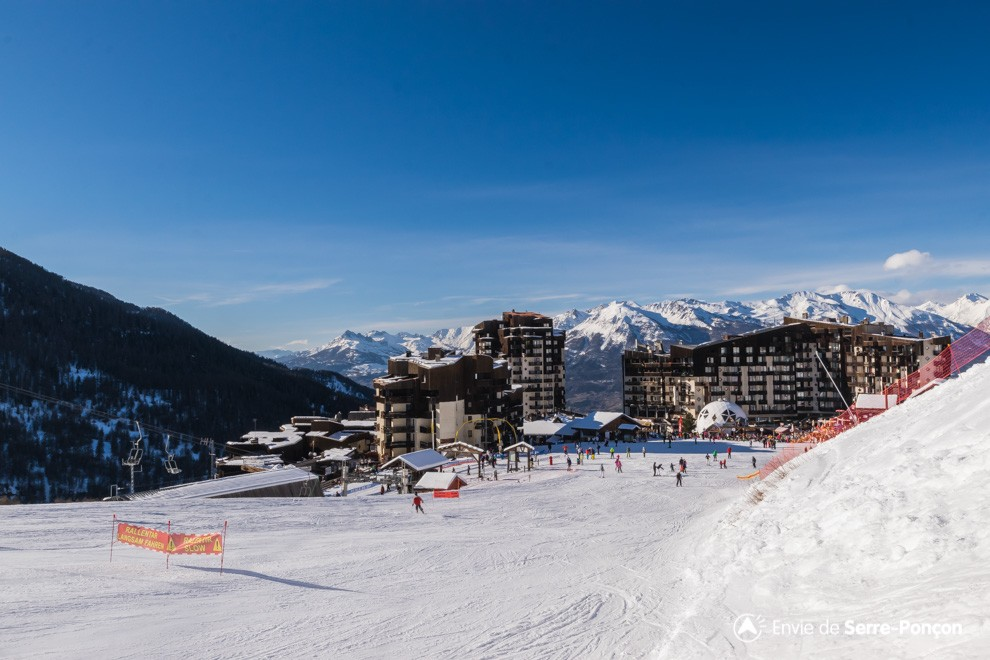
La station des Orres (1650) vue depuis une piste de ski.

Le domaine skiable s'étend sur 1 170 m de dénivelé, de 1 550 m jusqu'à 2 720 m d'altitude. Il y 35 pistes de ski balisées neuf vertes, quatre bleues, 18 rouges et quatre noires) représentant une longueur d'approximativement 100 km accessibles par 17 remontées mécaniques (huit télésièges et neuf téléskis). Son exposition Nord-Ouest permet de conserver une neige remarquable durant toute la saison hivernale. La station dispose aussi d'un snowpark tout neuf, de deux jardins des neiges (aire dédiée aux tout-petits qui peuvent apprendre le ski grâce à des téléskis à câble bas et autres remontées mécaniques pour les enfants), d'une patinoire depuis juillet 2008 et d'une piste de luge quatre saisons depuis décembre 2009.
En plus d'avoir une neige excellente et de magnifiques pistes, le domaine vous permet de skier dans la gigantesque forêt de mélèzes située sur la totalité du bas de la station. En haut, de petits et beaux vallons offrent une vue magnifique sur la ville d'Embrun et le lac de Serre-Ponçon.
La station des Orres vous propose aussi, en hiver, d'aller patiner, d'aller au cinéma, de faire du ski de fond, des raquettes à neige ou encore de dévaler la piste de luge sur rail.
Courant 2017, à l'initiative de l'Agence de Développement des Hautes-Alpes et en partenariat avec Google, les pistes et les paysages des principales stations du département sont numérisées grâce au Google Street View Trekker, une motoneige spéciale mise au point par Google comportant plusieurs objectifs photographiques permettant le développement de Google Street View, en l'occurrence dans les domaines enneigés de haute montagne.
 Dans la station des Orres, la motoneige a numérisé le haut du télésiège Pousterle ainsi que quelques autres pistes de ski de la station.

### En été

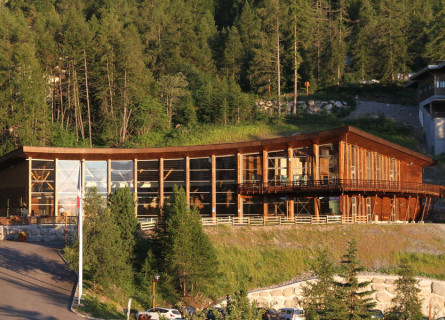
La patinoire de la station des Orres inaugurée en 2008.

Durant la saison d'été, généralement de mi-juin à mi-septembre, trois des huit télésièges sont disponibles pour monter des VTT et descendre la quinzaine de pistes dédiée au Downhill, à l'Enduro, ou encore au Slopestyle.
Ces trois télésièges peuvent également être empruntés par les piétons (avec forfait) pour profiter des sentiers de randonnée de tous niveaux ou encore se servir de ces derniers pour aller au sommet de la station et faire du parapente. La patinoire, le cinéma, la luge et la piscine sont aussi ouverts en été. Bien d'autres activités sont disponibles, telles que le tennis, les randonnées en quad, et les promenades à cheval, entre autres.
Certains points de vue du domaine offre un panorama exceptionnel sur le lac de Serre-Ponçon et sur la ville d'Embrun.

## Économie
La commune des Orres tire la grande majorité de ses bénéfices de sa station de sports d'hiver homonyme qui propose de nombreuses activités d'hiver comme d'été : ski, snowboard, VTT…
L'économie pastorale déclinante a ainsi été relancée par le tourisme. Ainsi les agriculteurs de la vallée fertile en blé des Orres ont laissé place aujourd'hui aux moniteurs de ski, restaurateurs... Tous conservent toutefois une forme de pluri-activité afin de subvenir à leurs besoins tout au long de l'année.

## Politique et administration

### Liste des maires
| Période                                  | Période   | Identité         | Étiquette | Qualité                                         |
| ---------------------------------------- | --------- | ---------------- | --------- | ----------------------------------------------- |
| Les données manquantes sont à compléter. |           |                  |           |                                                 |
| mars 1965                                | mars 1971 | Gaston Fortoul   |           |                                                 |
| mars 1971                                | mars 1989 | René Estampes    |           |                                                 |
| mars 1989                                | juin 1995 | Charles Muller   |           |                                                 |
| juin 1995                                | mars 2001 | Pierre Bres      |           |                                                 |
| mars 2001                                | mars 2006 | Charles Muller   |           |                                                 |
| mars 2006                                | 2014      | Paul Dijoud      | UMP       | Ancien ministre, ancien député                  |
| avril 2014                               | En cours  | Pierre Vollaire, | LR        | Ancien artisan, commerçant ou chef d'entreprise |

### Intercommunalité
Les Orres fait partie :
- Jusqu'en 2016 de la communauté de communes de l'Embrunais ;
- À partir du 1er janvier 2017, de la communauté de communes de Serre-Ponçon[51].

## Démographie
Le premier dénombrement de la population eut lieu en 1404. Il fut réalisé pour le compte du roi pour estimer « la valeur du Dauphiné ». Il donna 60 feux (c'est-à-dire des « feux fiscaux », soit entre 240 et 300 habitants) pour la chastellenie des Orres. Celle-ci était alors beaucoup plus peuplée que celles des Crots et de Baratier.
Autre dénombrement, en 1783, la communauté compte 173 familles et 865 habitants. Le hameau le plus peuplé est celui du Mélezet.
L'évolution du nombre d'habitants est connue à travers les recensements de la population effectués dans la commune depuis 1793. Pour les communes de moins de 10 000 habitants, une enquête de recensement portant sur toute la population est réalisée tous les cinq ans, les populations de référence des années intermédiaires étant quant à elles estimées par interpolation ou extrapolation. Pour la commune, le premier recensement exhaustif entrant dans le cadre du nouveau dispositif a été réalisé en 2005.

En 2022, la commune comptait 510 habitants, en évolution de −11,3 % par rapport à 2016 (Hautes-Alpes : +0,4 %, France hors Mayotte : +2,11 %).
| 1793  | 1800  | 1806  | 1821  | 1831  | 1836  | 1841  | 1846  | 1851  |
| ----- | ----- | ----- | ----- | ----- | ----- | ----- | ----- | ----- |
| 1 054 | 1 010 | 1 059 | 1 006 | 1 119 | 1 103 | 1 108 | 1 056 | 1 034 |

| 1856  | 1861 | 1866 | 1872 | 1876 | 1881  | 1886 | 1891 | 1896 |
| ----- | ---- | ---- | ---- | ---- | ----- | ---- | ---- | ---- |
| 1 024 | 977  | 931  | 964  | 972  | 1 008 | 974  | 928  | 878  |

| 1901 | 1906 | 1911 | 1921 | 1926 | 1931 | 1936 | 1946 | 1954 |
| ---- | ---- | ---- | ---- | ---- | ---- | ---- | ---- | ---- |
| 722  | 762  | 705  | 650  | 599  | 556  | 510  | 423  | 347  |

| 1962 | 1968 | 1975 | 1982 | 1990 | 1999 | 2005 | 2006 | 2010 |
| ---- | ---- | ---- | ---- | ---- | ---- | ---- | ---- | ---- |
| 300  | 235  | 307  | 429  | 455  | 446  | 514  | 512  | 507  |

| 2015 | 2020 | 2022 | - | - | - | - | - | - |
| ---- | ---- | ---- | - | - | - | - | - | - |
| 569  | 530  | 510  | - | - | - | - | - | - |

## Lieux et monuments

### Le Chef-lieu
Les trois principaux sommets sont l'Aupillon (2 917 m, le Pouzenc (2 898 m) et le Boussolenc (2 822 m).
Dans le village des Orres, on trouve :
- le musée rural, ouvert en 1999, qui retrace la vie des montagnards à travers toute sorte d'objets : costumes, outils, manuscrits…
- l'église Sainte-Marie-Madeleine, construite au XVIe siècle ;
- plusieurs cadrans solaires.
- Chapelle Saint-Pierre des Orres ;
- Chapelle Sainte-Marguerite des Orres ;
- Chapelle du château des Orres.

### Hameaux
- Église Notre-Dame-de-la-Présentation au hameau du Mélézet, comportant un cadran solaire de Giovanni Francesco Zarbula.
- Chapelle des Ribes.

## Personnalités liées à la commune
- Camille Combal, animateur de télévision et de radio, dont les parents tiennent un restaurant dans la station de ski.

## Héraldique
| Blason de Les Orres | Blason  | D'or à la fasce de gueules, accompagné de trois hures de sable, défendues d'argent et allumées de gueules, à la bordure componée d'or et de sable. |
| Blason de Les Orres | Détails | Ces armes ont été adoptées par décision du conseil municipal le 8 avril 1970.                                                                      |

## Événements
Cette section ne s'appuie pas, ou pas assez, sur des sources secondaires ou tertiaires indépendantes du sujet.

Pour l'améliorer, ajoutez-en, ou placez des modèles {{Source secondaire souhaitée}} ou {{Source secondaire nécessaire}} sur les passages mal sourcés. (août 2024)
SKI :
- Janvier 1994 : Coupe d'Europe de Descente masculine
- Janvier 2010 : Coupe d'Europe de Descente et de Super G masculine
- Mars 2016 : 1re édition RedBull Tout Schuss
- Mars 2017 : 2e édition RedBull Tout Schuss
- Mars 2018 : 3e édition RedBull Tout Schuss
- Janvier 2019 : Course internationale de ski alpin FIS dames
- Mars 2019 : 4e édition RedBull Tout Schuss
- Mars 2019 : 39e Étoile d'Or (compétition ESF nationale)
- Mars 2019 : Championnat de France U18 de Descente, Slalom et Super G masculin
- Mars 2020 : 5e édition RedBull Tout Schuss

VTT :
- Juillet 1993 : Championnat de Provence de VTT de descente
- 2009 : Coupe de France de DH
- Juillet 2018 : Coupe d'Europe d'Enduro (European Enduro Series)
- Juillet 2019 : Coupe du Monde d'Enduro (Enduro World Series)
- Août 2019 : Coupe de Provence de DH
- Juillet 2020 : Coupe de France de DH (UCI)

CULTURE :
- Août 2022 : Game of Trees festival

## Galerie d'images

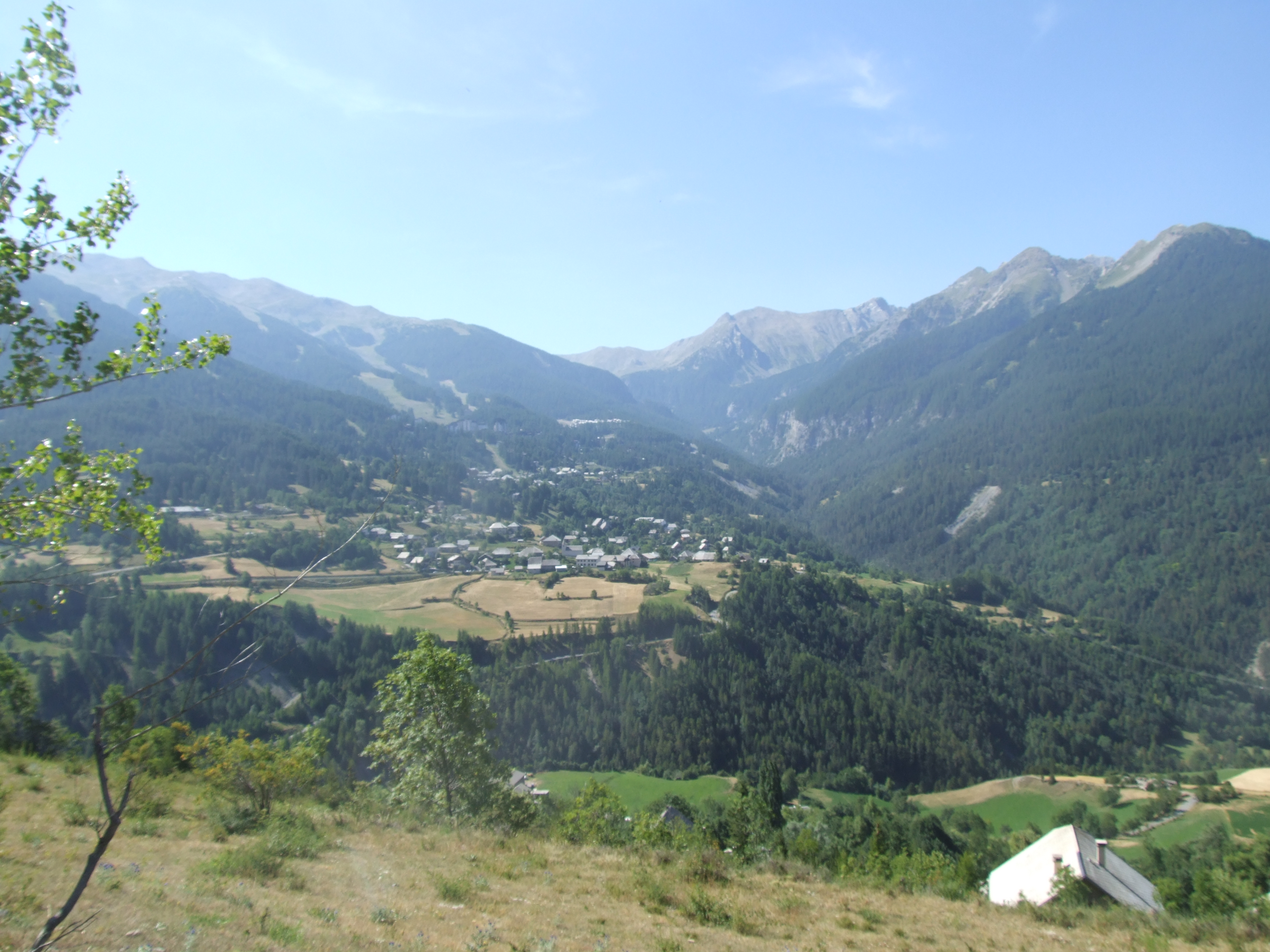
La vallée des Orres.
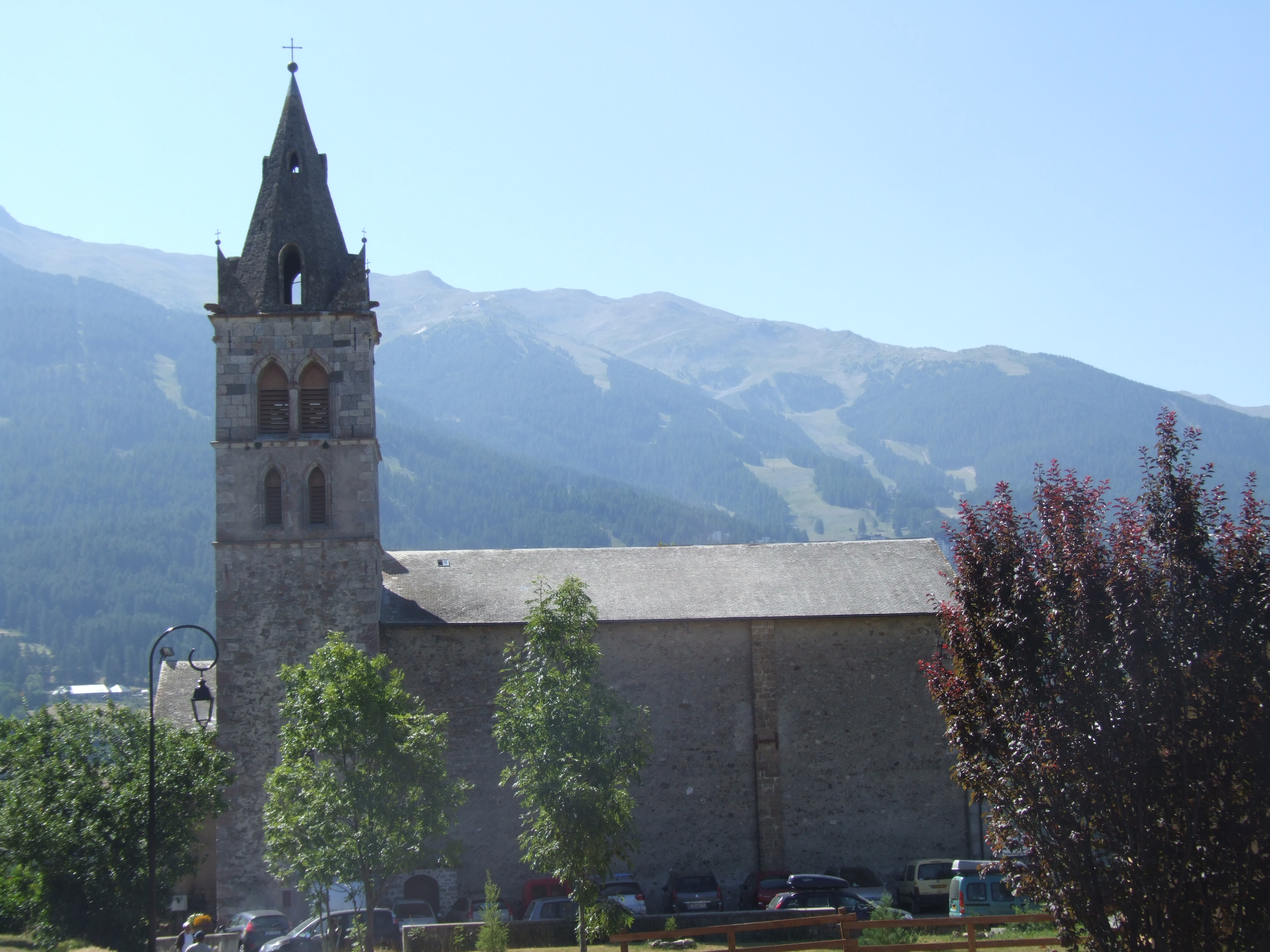
L'église Sainte-Madeleine.
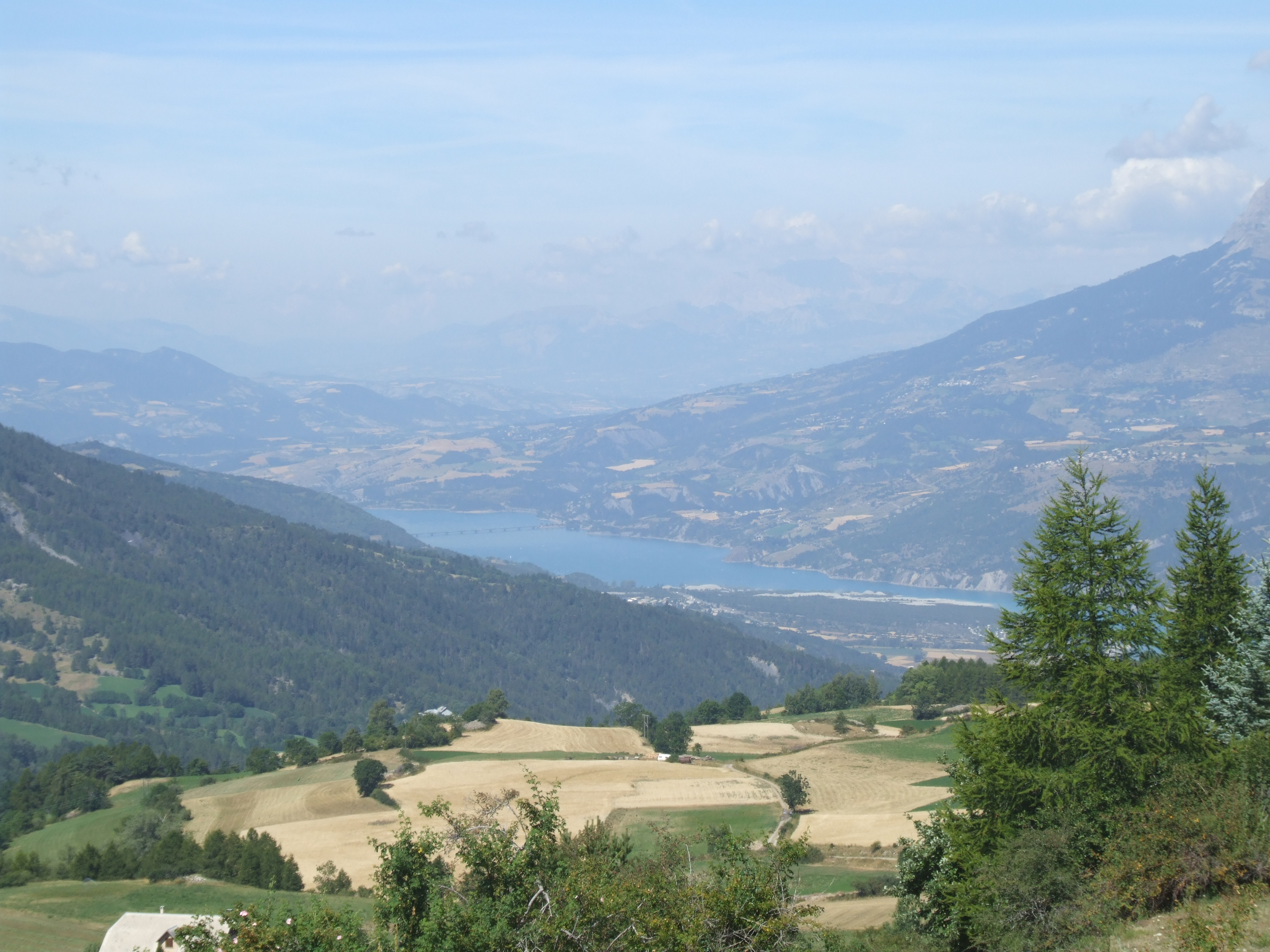
Vue sur le lac de Serre-Ponçon.
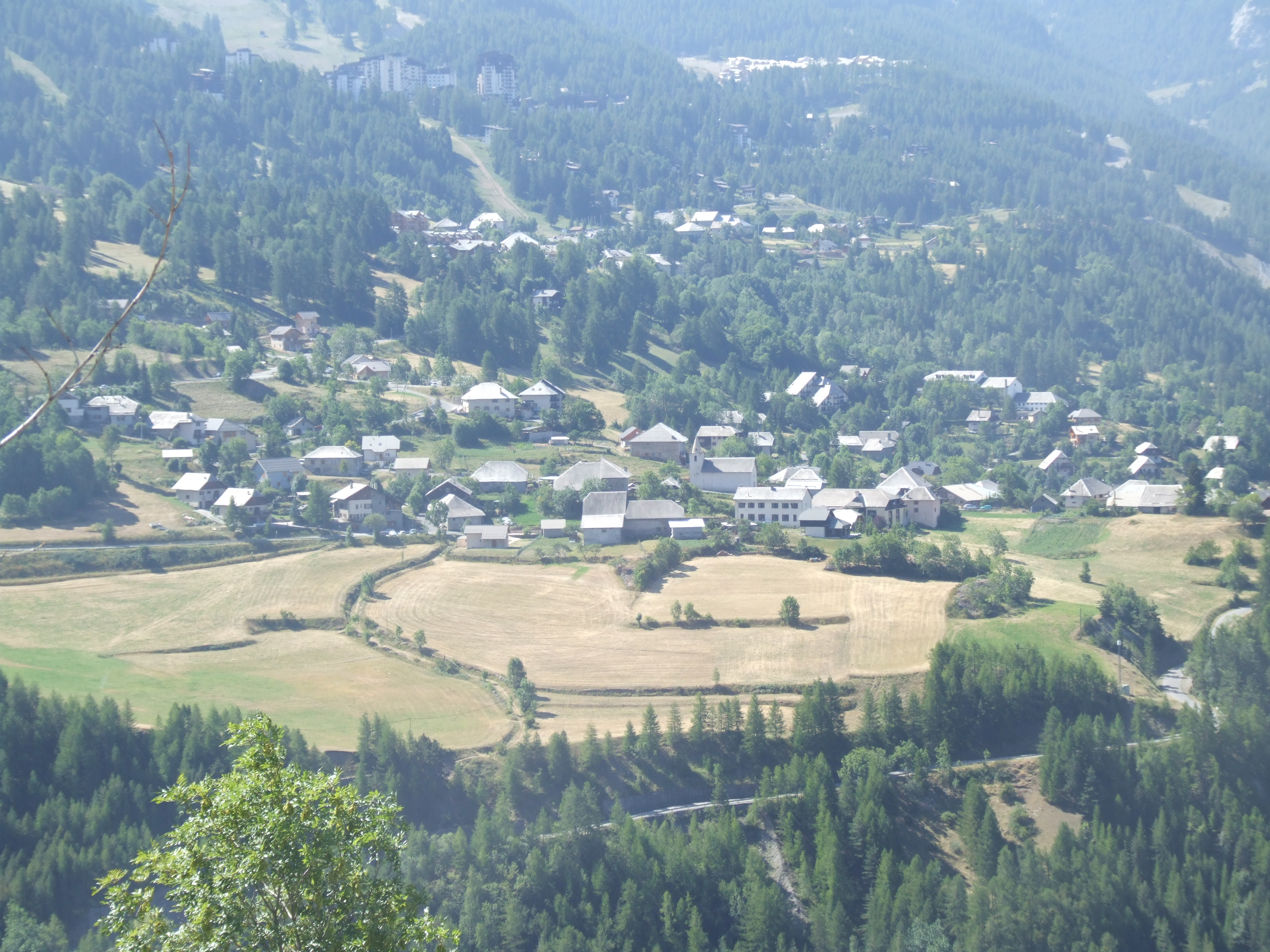
Hameau du Mélezet.
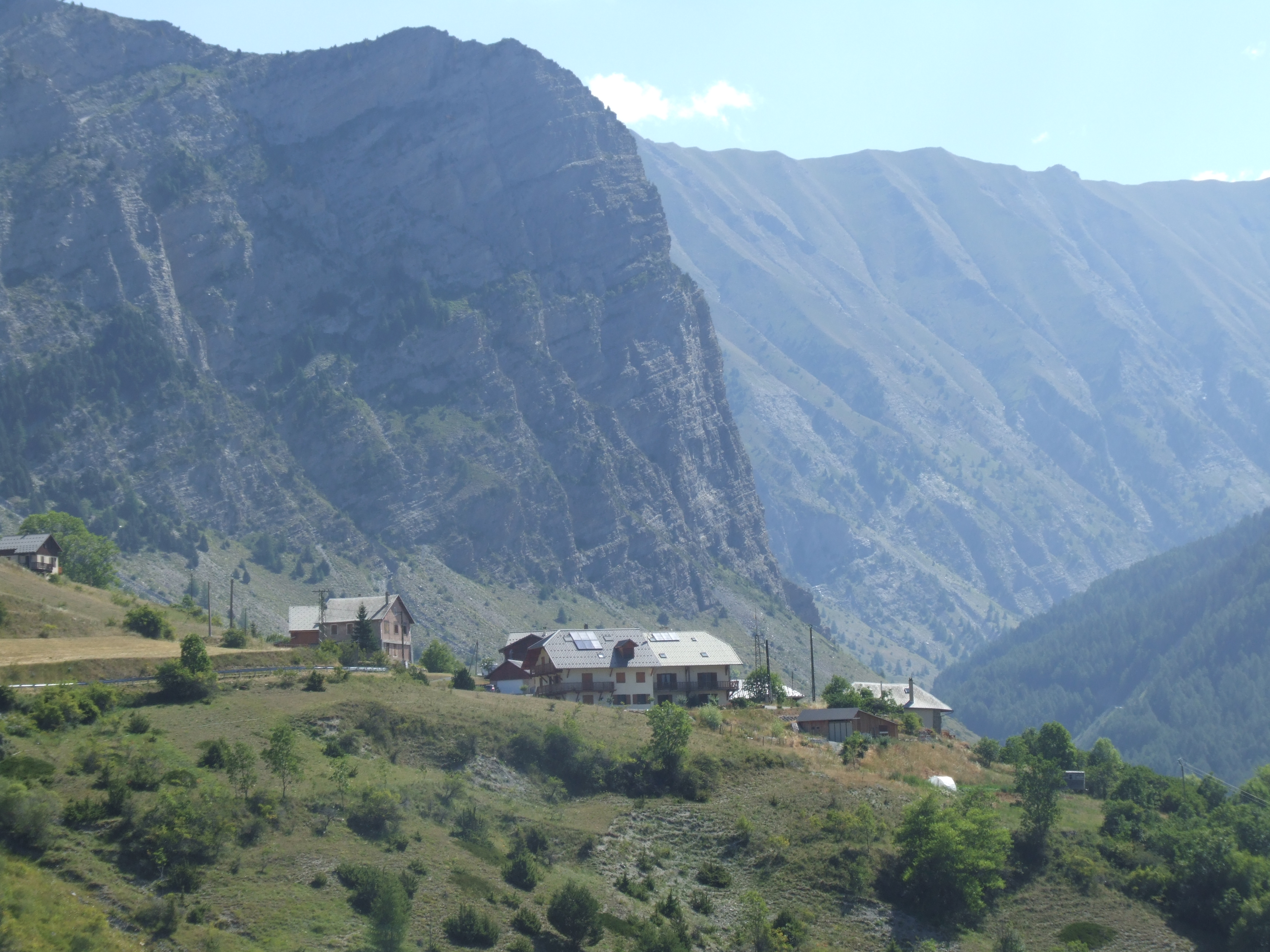
Hameau du Haut Forest.
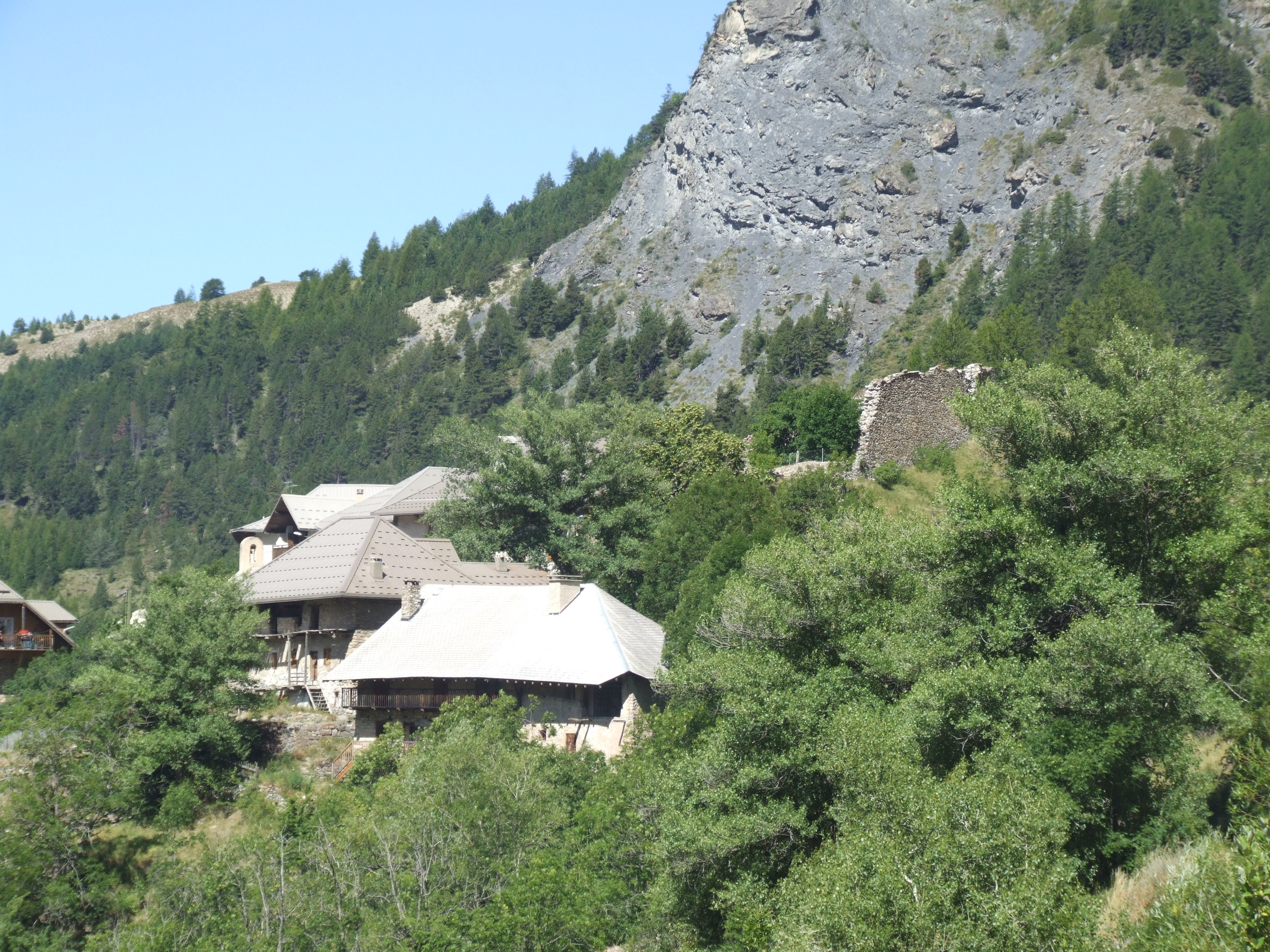
Hameau du Château.
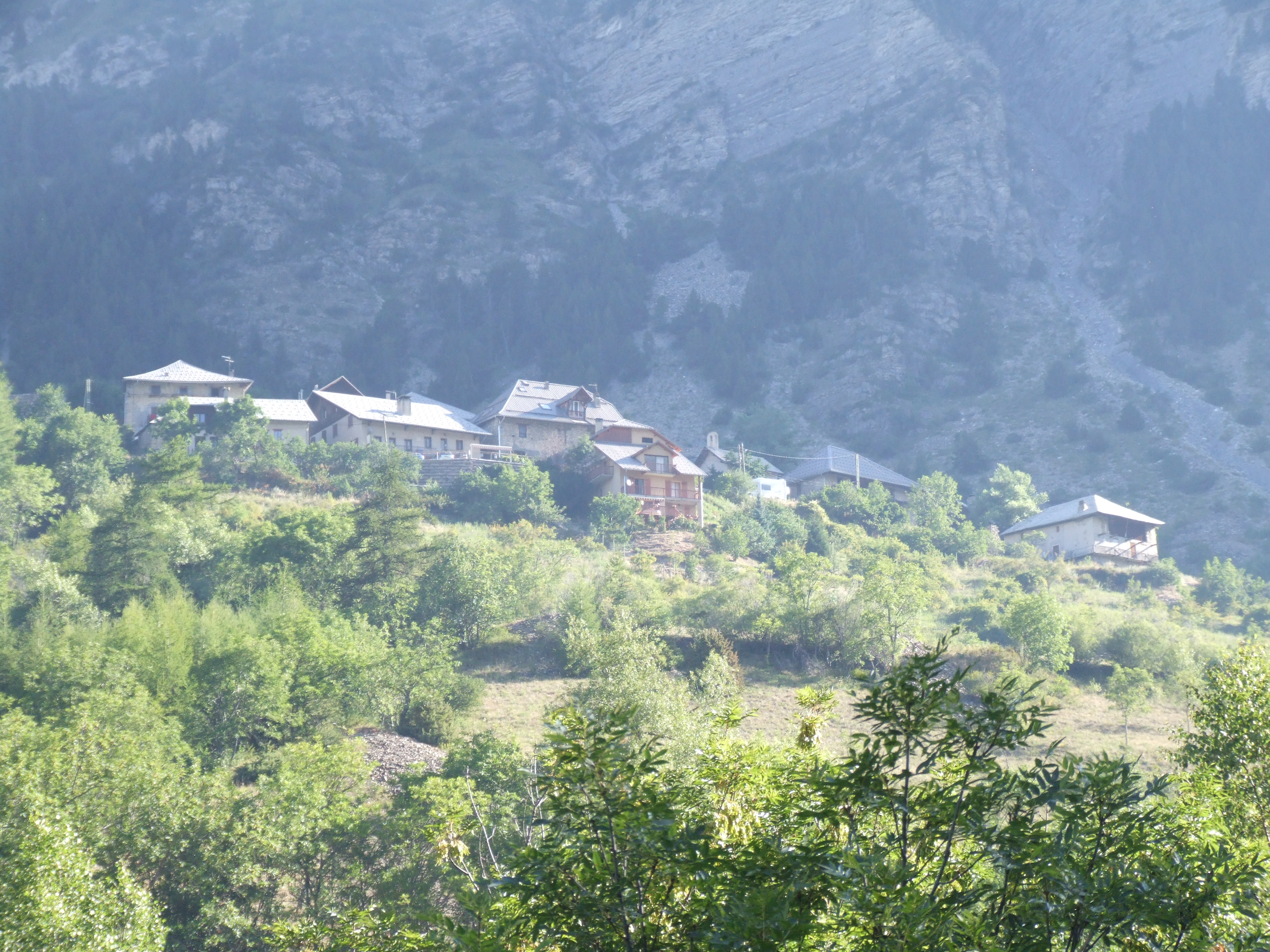
Hameau du Château.
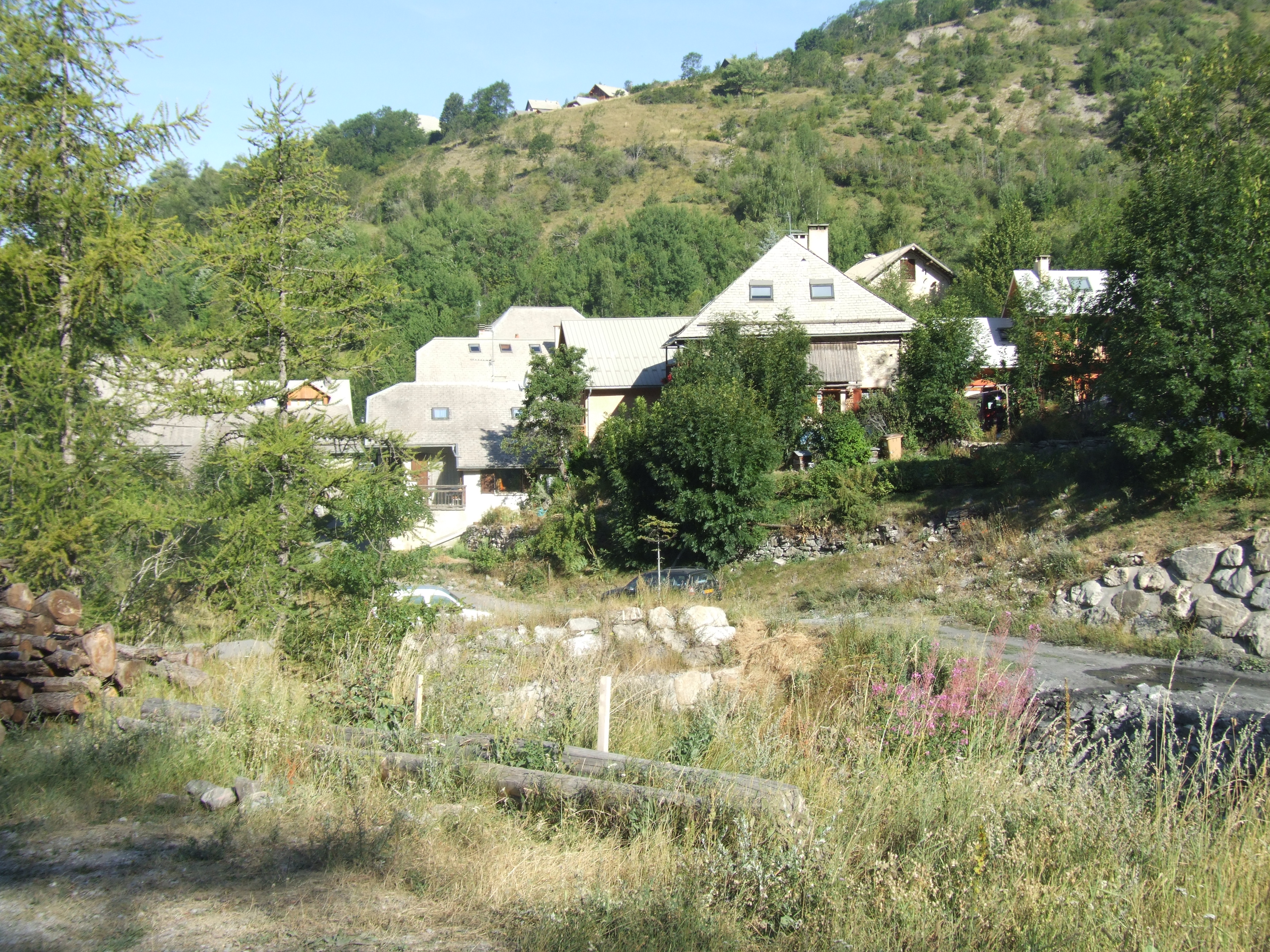
Hameau des Ribes.
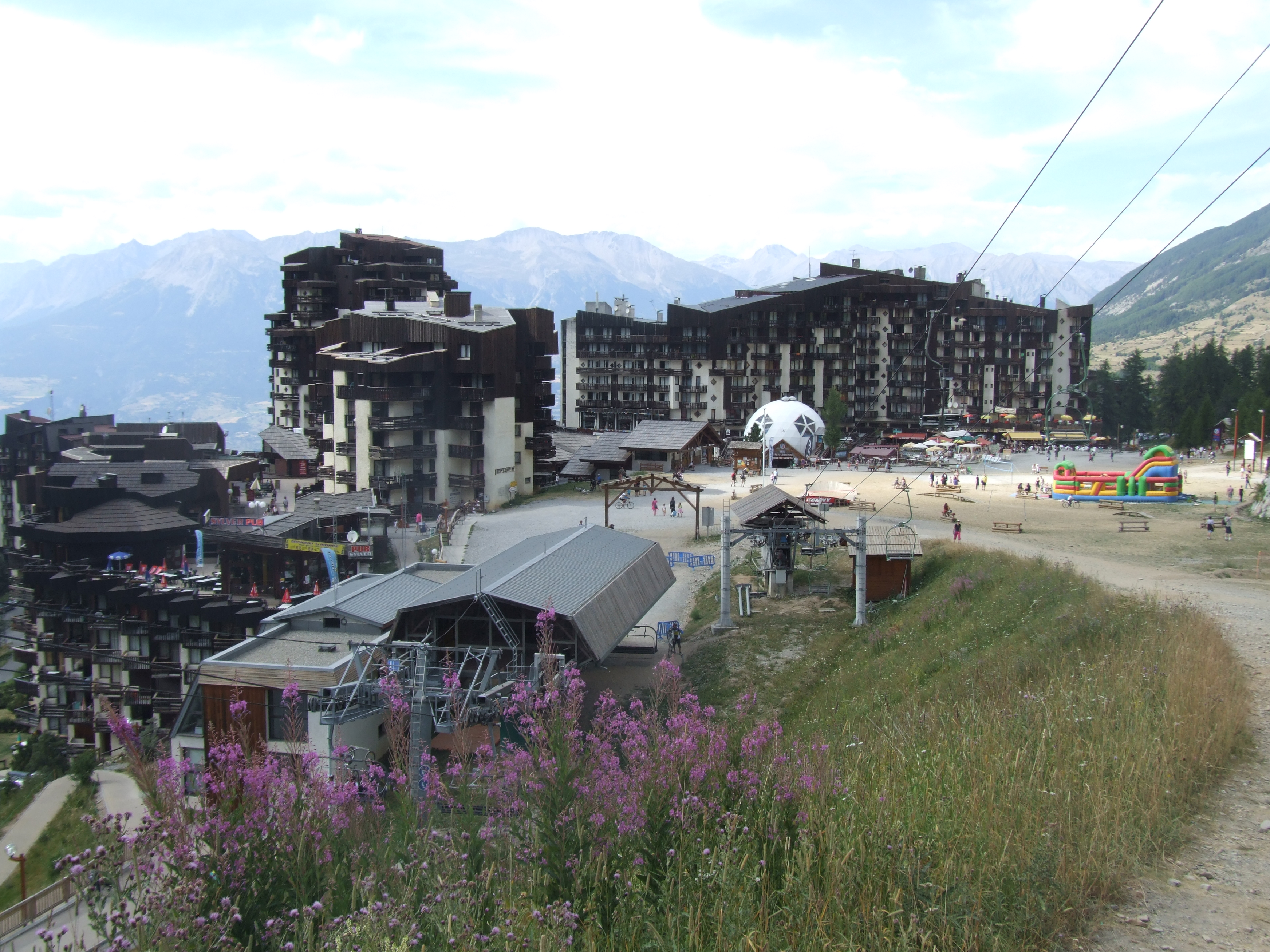
Centre Station (Les Orres 1650).
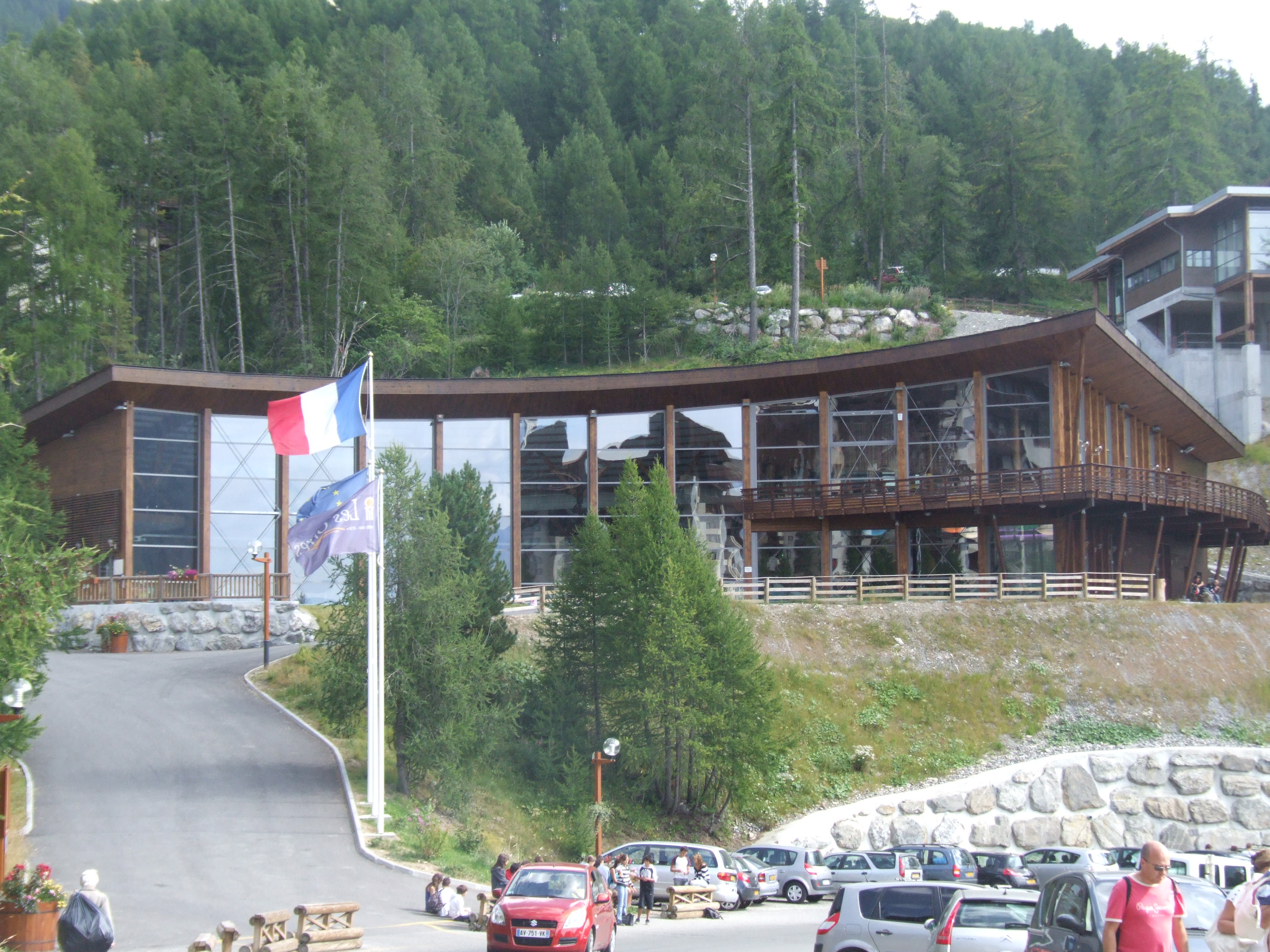
Patinoire panoramique.
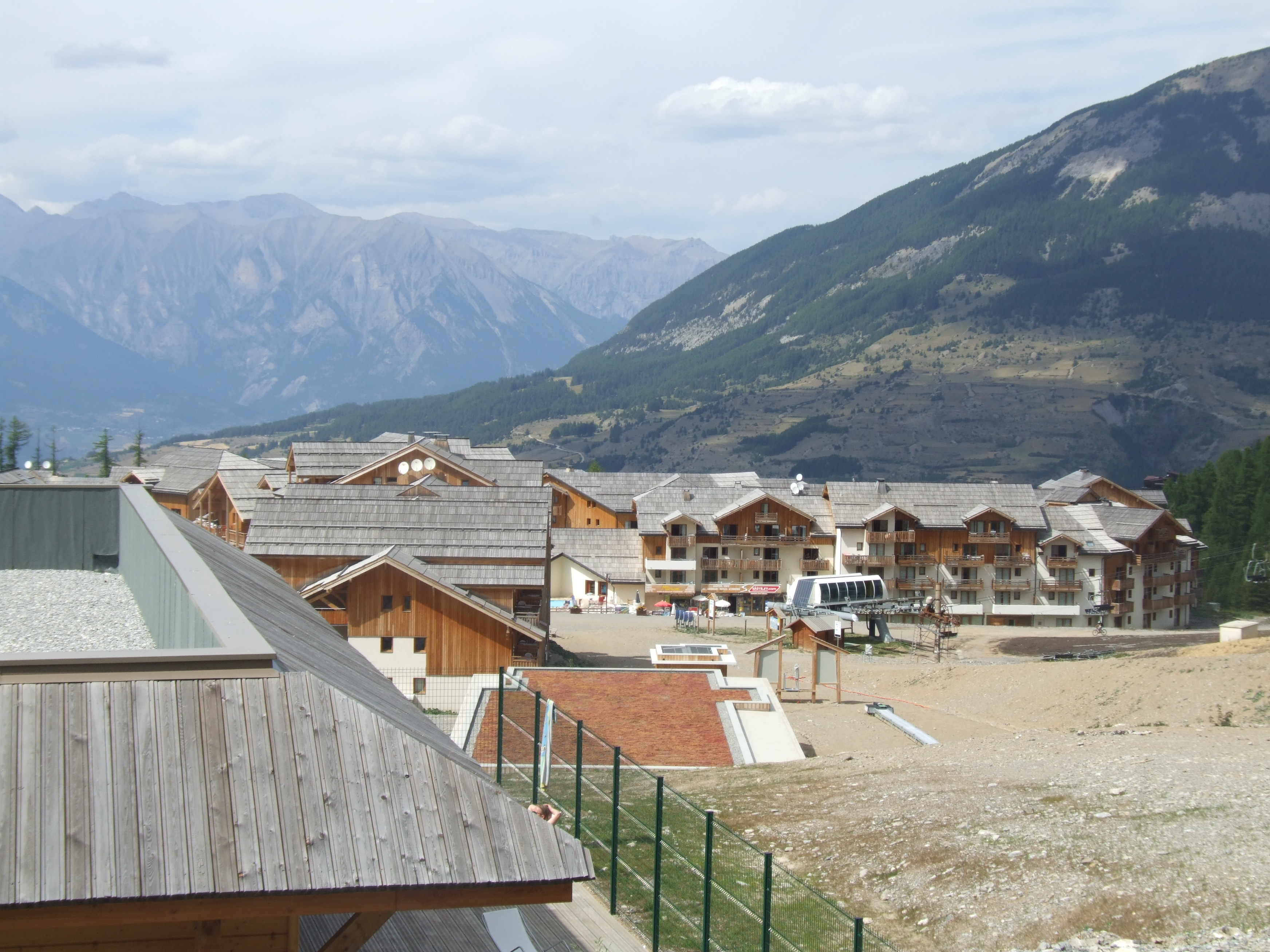
Bois Méan (Les Orres 1800).
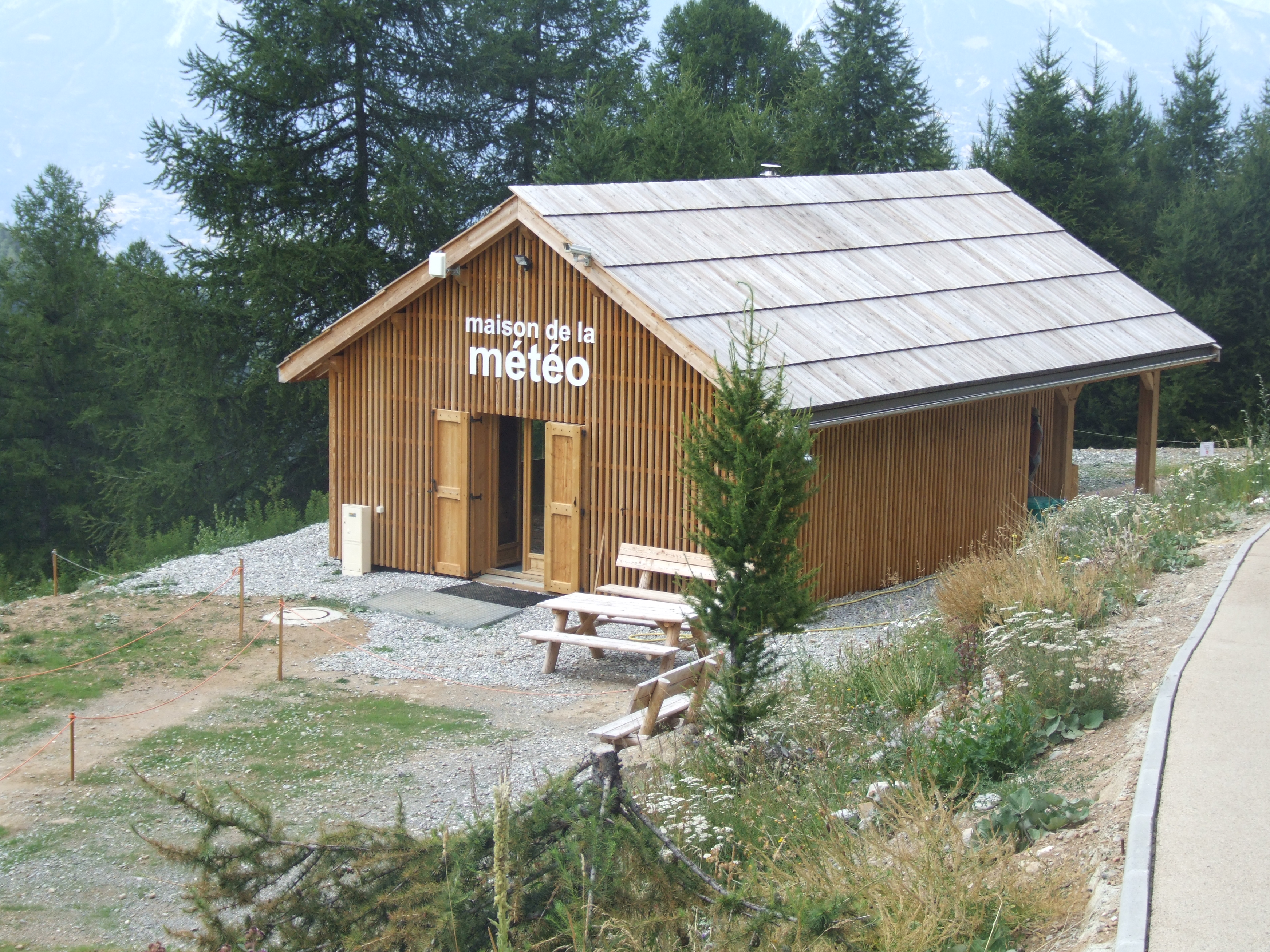
La Maison de la Météo.
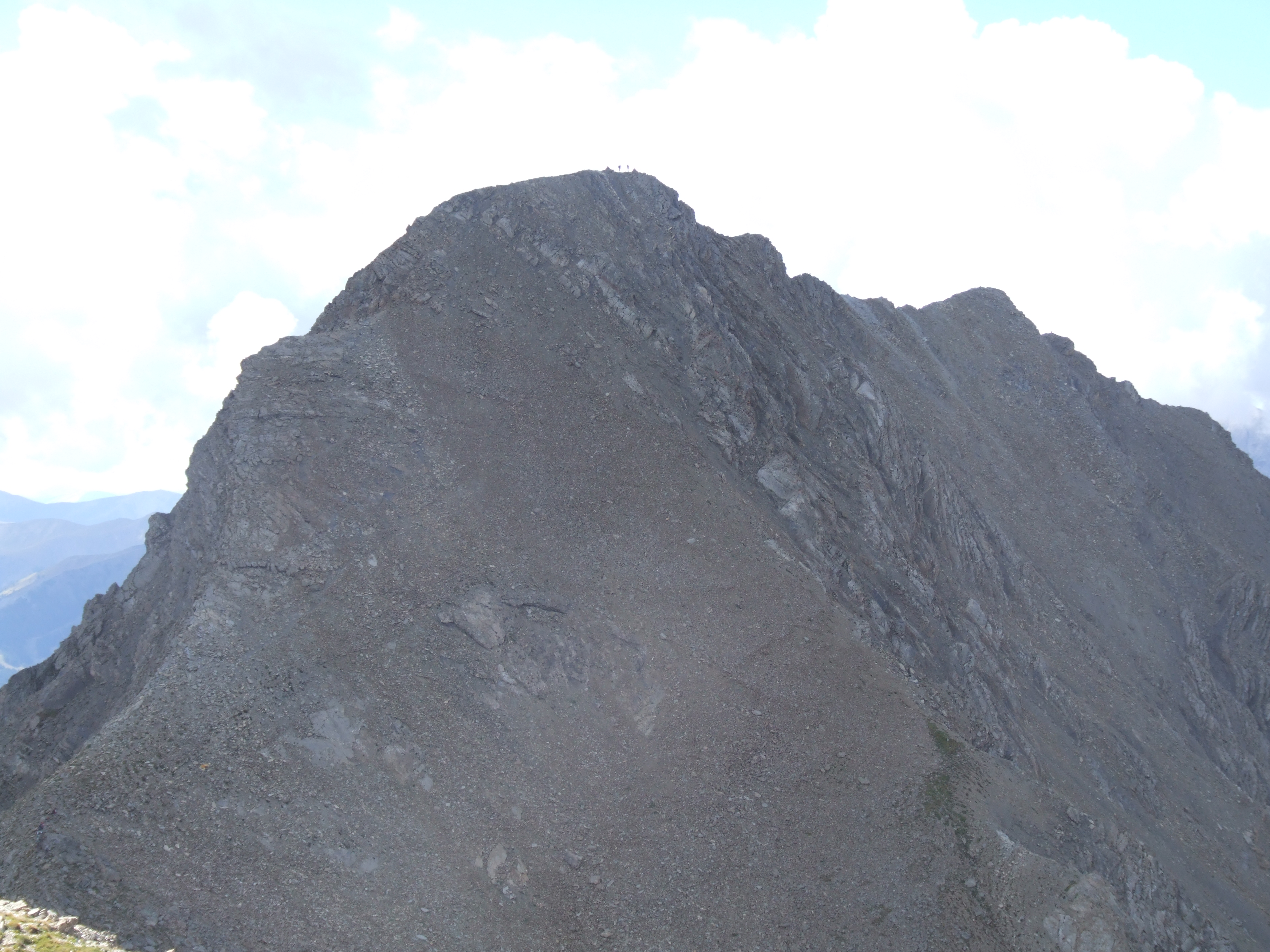
L'Aupillon (alt. 2 916 m).
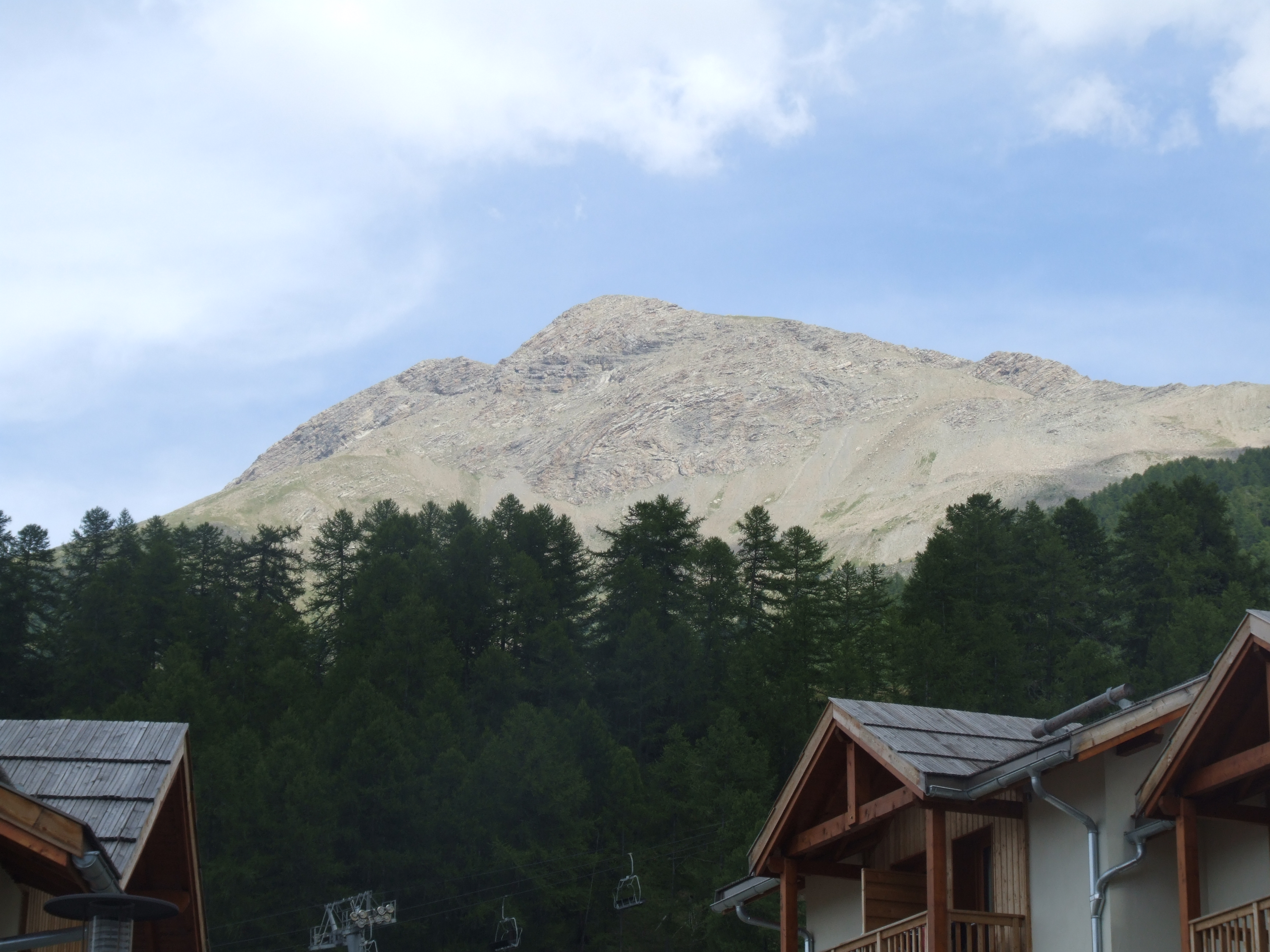
Le pic de Boussolenc (alt. 2 832 m).
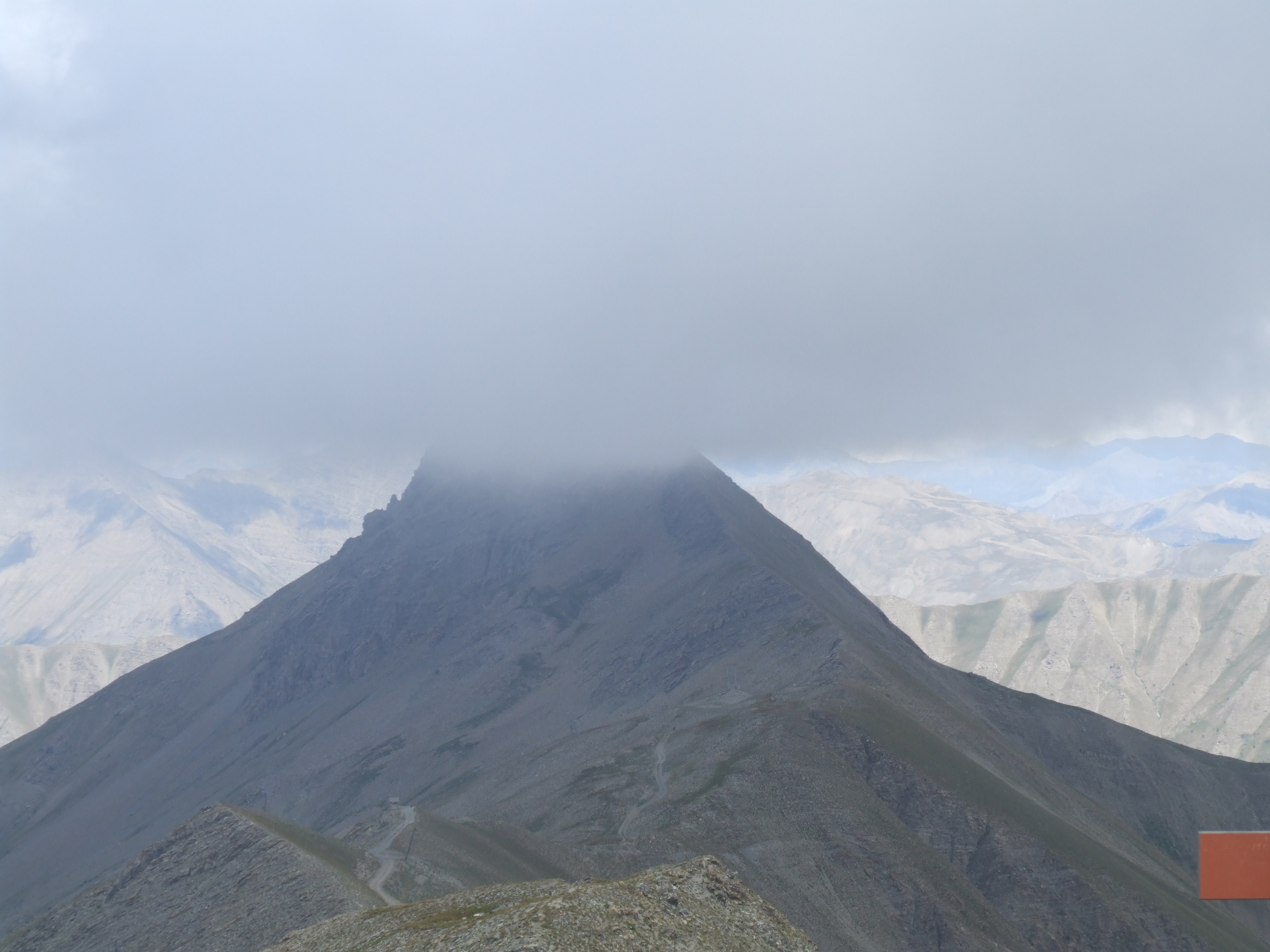
Le pic de Boussolenc dans les nuages.
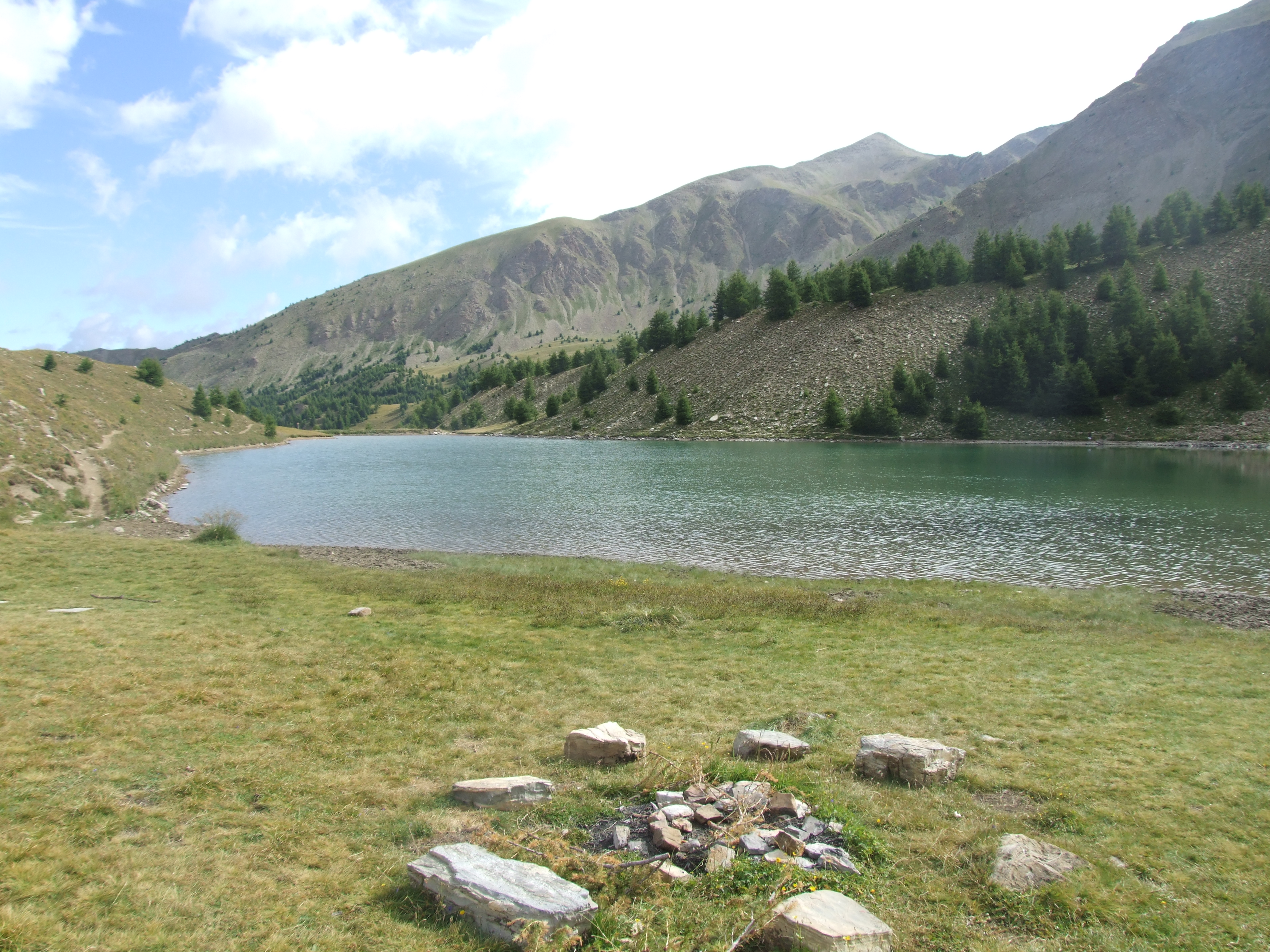
Lac Sainte-Marguerite.
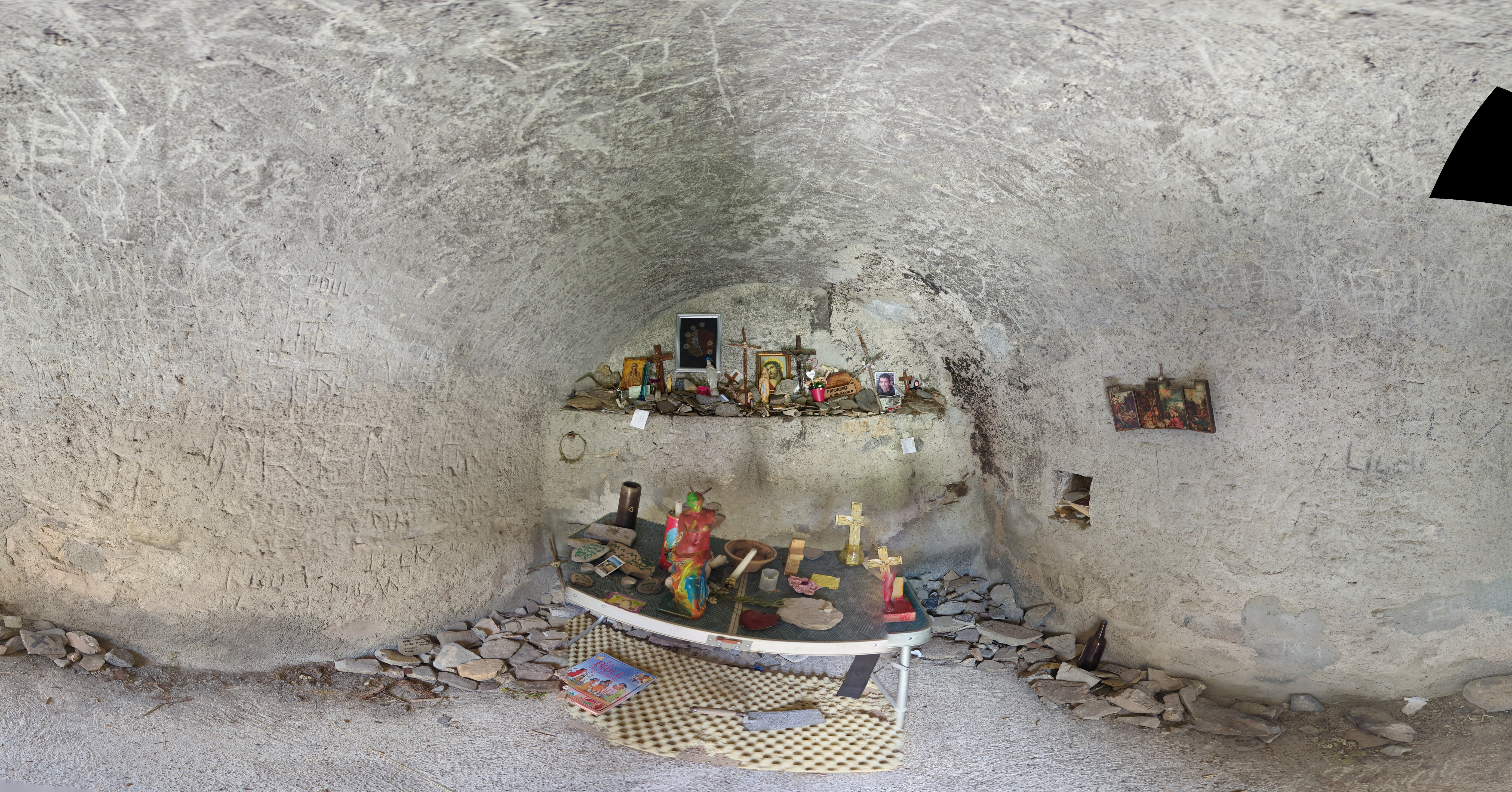
Interieur de la chapelle Saint-Pierre des Orres (1852)